# 伊万里警察署
伊万里警察署（いまりけいさつしょ）は、佐賀県伊万里市に本署を置く佐賀県警察所管の警察署である。

## 所管区域
- 伊万里市
- 西松浦郡
  - 有田町

## 所在地
- 〒848-0031　佐賀県伊万里市二里町八谷搦（はちやがらみ）1169

## 沿革
- 1877年（明治10年）- 「伊万里巡査屯所」が設置される。
- 1883年（明治16年）- 「唐津警察署伊万里分署」となる。
- 1884年（明治17年）- 分署の廃止に伴い、「伊万里警察署」として独立。
- 1948年（昭和23年）- 自治体警察として以下の2署が設置される。
  - 「伊万里町警察署」
  - 「山代町警察署」
- 1951年（昭和26年）- 以上の2署を統合の上、「国家地方警察所 伊万里地区警察署」が設置される。
- 1954年（昭和29年）- 新警察法の施行により、国家地方警察署は廃止され、都道府県警察「佐賀県警察 伊万里警察署」が発足。
- 1992年（平成4年）- 現在地に新庁舎が完成し、移転を完了。
- 2006年（平成18年）4月1日 - 警察署の再編計画により有田警察署を統合し、有田幹部派出所とする。伊万里市に加えて有田町を所管する。

## 組織
- 警務課
  - 警務係
  - 被害者支援係
  - 術科指導係
  - 留置管理係
- 会計課
  - 会計係
- 生活安全課
  - 生活安全係
  - 生活安全捜査係
- 地域第一課
  - 地域捜査係
  - 地域係
  - 自動車警ら係
- 地域第二課（有田幹部派出所に設置）
  - 地域係
  - 自動車警ら係
- 刑事課
  - 刑事第一係
  - 刑事第二係
  - 鑑識係
- 交通課
  - 指導・規制係
  - 事故捜査係
- 警備課
  - 警備係

## 幹部派出所

### 有田町
- 有田幹部派出所（西松浦郡有田町南原甲474-1） - 旧有田警察署。いわゆる幹部交番としての運用が行われる。

## 交番

### 伊万里市
- 伊万里中央交番（伊万里市立花町3432-7）
- 立花台交番（伊万里市立花町1326）

## 駐在所

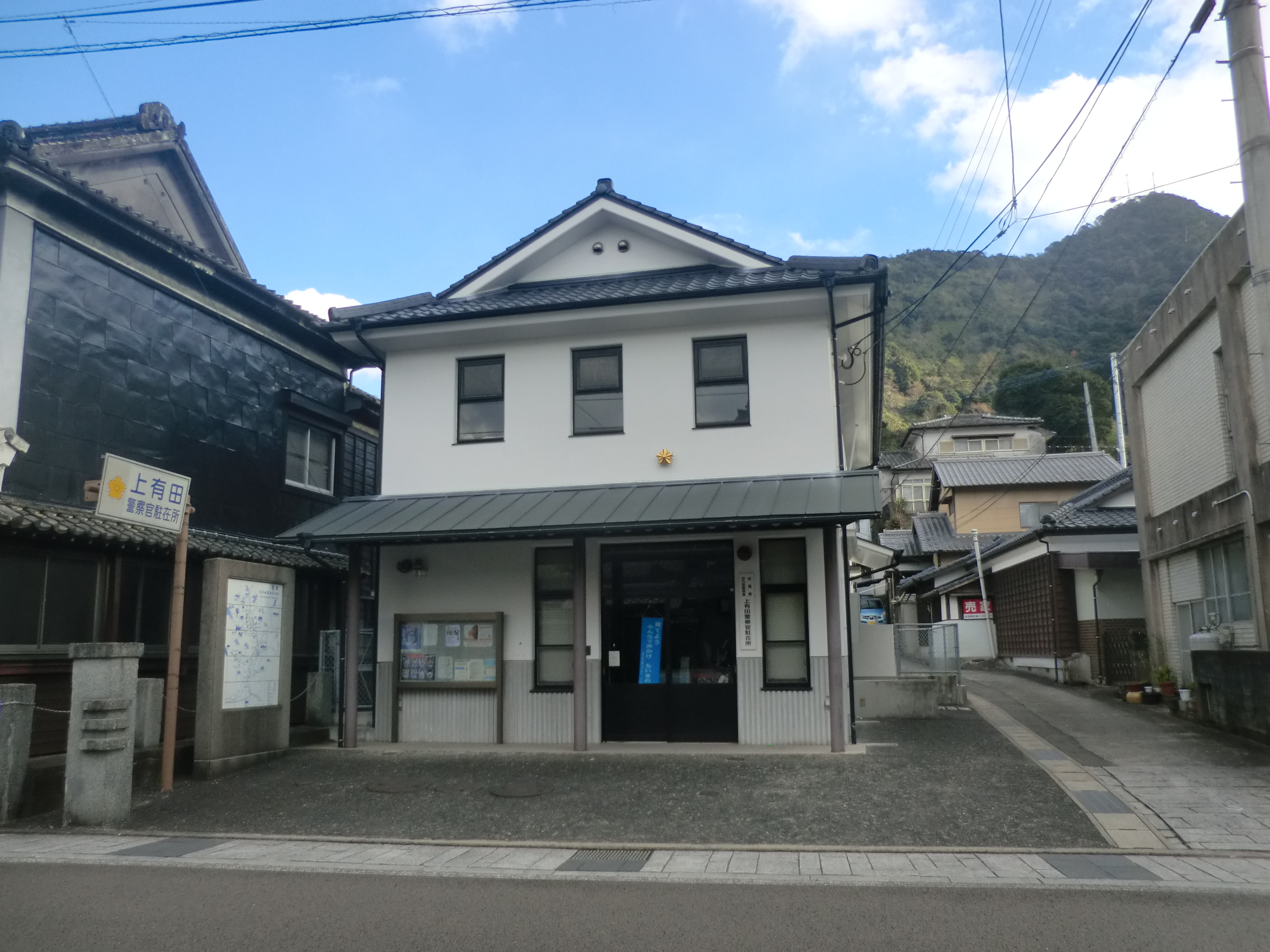
上有田警察官駐在所

### 伊万里市
- 大川内警察官駐在所（伊万里市大川内町甲4454-3）
- 山代警察官駐在所（伊万里市山代町久原36-3）
- 松浦警察官駐在所（伊万里市松浦町山形5479-3）
- 大川警察官駐在所（伊万里市大川町大川野3836-7）
- 南波多警察官駐在所（伊万里市南波多町井手野2110-4）
- 瀬戸警察官駐在所（伊万里市瀬戸町1320-18）
- 波多津警察官駐在所（伊万里市波多津町辻2992-5）
- 二里警察官駐在所（伊万里市二里町大里乙331-2）
- 里警察官駐在所（伊万里市東山代町里193-6）
- 大久保警察官駐在所（伊万里市東山代町大久保4744-3）
- 黒川警察官駐在所（伊万里市黒川町福田1429-10）

### 有田町
- 上有田警察官駐在所（西松浦郡有田町幸平二丁目2-21）
- 曲川警察官駐在所（西松浦郡有田町北ノ川内丙606-9）
- 大山警察官駐在所（西松浦郡有田町大木宿乙2033-1）